# Рила (община)
Вижте пояснителната страница за други значения на Рила.
Община Рѝла се намира в Западна България и е една от съставните общини на Област Кюстендил.

## География

### Географско положение, граници, големина
Общината е разположена в югоизточната част на Област Кюстендил. С площта си от 360,960 km2 заема 3-то място сред 9-те общините на областта, което съставлява 11,83% от територията на областта. Границите ѝ са следните:
- на югозапад – община Кочериново;
- на северозапад – община Бобошево;
- на север – община Дупница;
- на североизток – община Самоков, Софийска област;
- на югоизток – община Белица, Област Благоевград;
- на юг – община Благоевград, Област Благоевград.

### Природни ресурси

#### Релеф
Преобладаващият релеф на община Рила е средно и високо планинския. Територията ѝ се простира в западните и централни части на най-високата българска планина Рила.
По цялата дължина на общината от изток на запад в дълбока и силно залесена долина протича Рилска река (ляв приток на Струма). На север от нейната долина в пределите на общината се простират южните склонове на Северозападния дял на Рила. Северно от местността Кирилова поляна, на границата с община Самоков се издига връх Голям Купен (2731 m), най-високата точка на общината. Южно от долината на Рилска река и левият ѝ приток Илийна река в границите на общината попадат северните склонове на Югозападния дял на Рила. Тук максималната височина е Ангелов връх (2641 m), разположен на границата с община Благоевград. В най-източните предели на община Рила се извисяват западните части на Централния дял на Рила с връх Рилец (2713 m), разположен в изворната област на двете реки.
В най-западната част на общината се простира крайната югоизточна част на Бобошевското поле, което е южно продължение на Долната Дупнишка котловина. Тук, в коритото на Рилска река, югозападно от град Рила се намира най-ниската точка на общината – 462 m н.в.

#### Води
Основна водна артерия на община Рила е Рилска река (ляв приток на Струма). Тя протича през нея от изток на запад с почти цялото си течение (51 km) в дълбока и залесена долина, като е условна граница между Северозападния Югозападния дял на Рила. Тя води началото си от Рибни езера под името Манастирска река и преминава през местността Кирилова поляна и Рилския манастир. След манастира приема отляво най-големия си приток Илийна река (16 km) и вече под името Рилска река продължава в западна посока в много дълбока долина със стръмни склонове. При град Рила излиза от планината, навлиза в Бобошевското поле и югозападно от града напуска пределите на общината.

## История
Като селище град Рила има многовековна история, която води началото си от края на ІІ – началото на ІІІ в. За античността на града свидетелствуват находките при разкопки или случайни такива. На територията на града са открити останки от антично селище с надписи на гръцки език от края на ІІ – началото на ІІІ в. – основи на сгради, битова керамика, зидана гробница с тухли и други. Първото известно наименование на селището е Спортела и се е намирало на територията на днешния град и хълма западно от него. Принадлежало е към територията на Пауталия (днешния град Кюстендил). Данни за следващото наименование на Рила- Ролигера като кастел, възстановен през VІ век дава Прокопий. В дарствената грамота на Иван Шишман от 1378 г. се споменава селище с името Дриска, което вероятно се отнася за Рила. Официално Рила се споменава през ХІV в. като феодално владение на Рилския манастир в царствените грамоти на български владетели. Сведение за града под името Ирлие има в турските регистри от 1576 г.
Градът е входната врата за Рилския манастир. В историческото развитие на селището е безспорна ролята на Рилския манастир, основан презт Х в. Векове наред той е огнище на просвета и култура, пазител на българския национален дух и на българската книжнина. Манастирът е уникален с изключително хармоничното съчетание на забележителни природни красоти и духовни ценности. В духа на традициите земите тук да бъдат поставени под защитата на закона през 1966 г. най-дълголетните и ценни гори около манастира
са обявени за защитена местност. От 1961 г. Рилския манастир е превърнат в Национален музей, а през 1983 г. Организацията на обединените нации за образование наука и култура /ЮНЕСКО/ обявява целия комплекс за паметник на културата със световно значения и включва Рилския манастир в списъка на световното културно наследство. През 1986 г. защитената територия е уголемена и е обявен резерватът ”Рило-манастирска гора”. От 1991 г. манастирът е изцяло под контрола на Светия синод на Българската православна църква. През 1992 г. обширна площ около резервата е обявена за парк, за да се опазят най-високите и богати на биологично разнообразие части на Рила планина. И днес манастирът и неговите околности са неизчерпаем източник на национална гордост, средище за всички православни християни и място за духовно пречистване. Скътан като райско кътче в пазвите на най-високата и величествена планина в България.

## Население

### Етнически състав (2011)
Численост и дял на етническите групи според преброяването на населението през 2011 г.:
|                     | Численост | Дял (в %) |
| Общо                | 2888      | 100,00    |
| Българи             | 2659      | 92,07     |
| Турци               | 2         | 0,07      |
| Цигани              | 73        | 2,52      |
| Други               | 4         | 0,14      |
| Не се самоопределят | 9         | 0,31      |
| Неотговорили        | 141       | 4,88      |

### Населени места
Общината има 5 населени места с общо население 2442 жители към 7 септември 2021 г.
| Населено място | Население (2021 г.) | Площ на землището km2 | Забележка (старо име) | Населено място  | Население (2021 г.) | Площ на землището km2 | Забележка (старо име)           |
| -------------- | ------------------- | --------------------- | --------------------- | --------------- | ------------------- | --------------------- | ------------------------------- |
| Падала         | 12                  | 13,992                |                       | Рилски манастир | 23                  | 231,600               | 6-о по големина з-ще в Б-я      |
| Пастра         | 145                 | 33,948                |                       | Смочево         | 190                 | 23,264                |                                 |
| Рила           | 2072                | 58,156                |                       | ОБЩО            | 2442                | 360,960               | няма населени места без землища |

## Административно-териториални промени
- Указ № 546/обн. 15.09.1964 г. – признава с. Рила за с.гр.т. Рила;
- Указ № 829/обн. 29.08.1969 г. – признава с.гр.т. Рила за гр. Рила;
- Указ № 757/обн. 08.05.1971 г. – заличава с. Бозовая поради изселване;
- На основание §7 (т.3) от Закона за административно-териториалното устройство на Република България (ДВ, бр. 63/14.07.1995 г.) всички махали, колиби, гари, минни и промишлени селища придобиват статут на села.

## Транспорт
През общината преминават частично 2 пътя от Републиканската пътна мрежа на България с обща дължина 28 km:
- последният участък от 31,8 km от Републикански път III-107 (от km 6,2 до km 38,0);
- последният участък от 7,2 km от Републикански път III-1005 (от km 3,6 до km 10,8).

## Топографска карта
- Лист от карта K-34-71. Мащаб: 1 : 100 000.
- Лист от карта K-34-72. Мащаб: 1 : 100 000.